# Horst Frank
Horst Frank (Lubecca, 28 maggio 1929 – Heidelberg, 25 maggio 1999) è stato un attore tedesco.

## Biografia
Ha preso parte fin dagli anni '50 in film in ruoli sia positivi sia che negativi. Era specializzato in personaggi dall'aria pessimista e malinconica. 
Negli anni '60 è stato attirato nella interpretazione di personaggi cattivi, come nel film Um Null Uhr schnappt die Falle zu.
Successivamente ha recitato in vari ruoli nelle serie televisive tedesche della ZDF quali Der Kommissar, L'ispettore Derrick e Il commissario Köster.

## Filmografia parziale

### Cinema

Horst Frank nel film Preparati la bara! (1968)

- La ragazza Rosemarie (Das Mädchen Rosemarie), regia di Rolf Thiele (1958)
- Stalingrado (Hunde, wollt ihr ewig leben), regia di Frank Wisbar (1959)
- Lupi nell'abisso, regia di Silvio Amadio (1959)
- Al di là dell'orrore (Die Nackte und der Satan), regia di Victor Trivas (1959)
- Non uccidere (Tu ne tueras point), regia di Claude Autant-Lara (1961)
- Il segreto di Budda: Agente 310 - Spionaggio sexy (Heißer Hafen Hongkong), regia di Jürgen Roland (1962)
- Agguato sul grande fiume, regia di Jürgen Roland (1963)
- In famiglia si spara (Les Tontons flingueurs), regia di Georges Lautner (1963)
- Le pistole non discutono, regia di Mario Caiano (1964)
- I Gringos non perdonano (Die schwarzen Adler von Santa Fe), regia di Ernst Hofbauer (1965)
- Agente S3S: operazione Uranio (Der Fluch des schwarzen Rubin), regia di Manfred R. Köhler (1965)
- A 009 missione Hong Kong (Das Geheimnis der drei Dschunken), regia di Ernst Hofbauer (1965)
- Inferno a Caracas (Fünf vor 12 in Caracas), regia di Marcello Baldi (1966)
- La vendetta di Fu Manchu (The Vengeance of Fu Manchu), regia di Jeremy Summers (1967)
- Per un pugno di eroi (Eine Handvoll Helden), regia di Fritz Umgelter (1967)
- Attentato ai tre grandi, regia di Umberto Lenzi (1967)
- Preparati la bara!, regia di Ferdinando Baldi (1968)
- Quella sporca storia nel West, regia di Enzo G. Castellari (1968)
- Odia il prossimo tuo, regia di Ferdinando Baldi (1968)
- Il momento di uccidere, regia di Giuliano Carnimeo (1968)
- Justine, ovvero le disavventure della virtù (Marquis de Sade's Justine), regia di Jesús Franco (1969)
- Catherine, un solo impossibile amore (Catherine, il suffit d'un amour), regia di Bernard Borderie (1969)
- Così dolce... così perversa, regia di Umberto Lenzi (1969)
- Il gatto a nove code, regia di Dario Argento (1971)
- L'etrusco uccide ancora, regia di Armando Crispino (1972)
- L'occhio nel labirinto, regia di Mario Caiano (1972)
- Il grande duello, regia di Giancarlo Santi (1972)
- Carambola, regia di Ferdinando Baldi (1974)

### Televisione
- La leggenda di Tim Tyler (Timm Thaler) – serie TV, 13 episodi (1979-1980)
- L'ispettore Derrick (Derrick) – serie TV, episodi 3x08-7x12-10x02 (1976-1983)
- Caterina di Russia (Catherine the Great), regia di Marvin J. Chomsky – miniserie TV (1996)

## Doppiatori italiani
- Nando Gazzolo in Preparati la bara!, Odia il prossimo tuo, Il momento di uccidere
- Sergio Graziani in I Gringos non perdonano, Quella sporca storia nel West, Così dolce...così perversa
- Gianfranco Bellini in  Il segreto di Budda: Agente 310 - Spionaggio sexy, Agguato sul grande fiume
- Giuseppe Rinaldi in Attentato ai tre grandi
- Michele Kalamera in Il grande duello
- Luciano De Ambrosis in Carambola
- Antonio Guidi in L'occhio nel labirinto
- Gianni Marzocchi in Il gatto a nove code
- Luciano Melani in Le pistole non discutono
- Pino Colizzi in Per un pugno di eroi
- Massimo Lodolo in La vendetta di Fu Manchu (ridoppiaggio)